# Eurytoma longavena
Eurytoma longavena är en stekelart som beskrevs av Bugbee 1951. Eurytoma longavena ingår i släktet Eurytoma och familjen kragglanssteklar. Inga underarter finns listade i Catalogue of Life.